# Merengue
El merengue és un ball de la República Dominicana, És molt popular a tot el continent americà, on és considerat, juntament amb la salsa, com un dels grans gèneres musicals ballables que distingeixen el gènere americà. Els instruments clau en el ritme són la tambora, l'acordió i el guayo, i la majoria de lletres es basen en l'equívoc i en el joc eròtic.

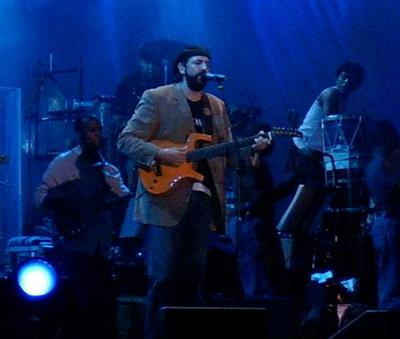
Juan Luis Guerra, un destacat intèrpret de merengue.

Existeixen diverses versions sobre el seu naixement: hi ha qui troba les seues arrels en ritmes com ara la tumba, la calenda i la chica, i hi ha qui el relaciona amb la mangulina, l'upa havanera, la dansa portorriquenya, o la llegenda d'un heroi ferit durant una batalla.
Un dels merengues més antics prové de la regió de Cibao: el "Juangomero", un clàssic al compàs de l'acordió. Durant el segle xix se'l considerà un ball d'origen demoníac i, a començament del segle xx, un grup de músics estableix la seua estructura bàsica (paseo, cuerpo y jaleo). Durant la primera ocupació del país pels Estats Units (1916-1924) sorgeix un merengue de ritme moderat anomenat pambiche. L'encontre amb el jazz, durant la dècada dels 30, determina el gir definitiu de les orquestres, i als 60, cantants com Johnny Ventura contribueixen a fer que comenci a formar part dels programes d'algunes escoles de ball. Als anys 70, Wifrido Vargas hi imprimeix un ritme enèrgic i sincopat, però no és fins al final dels 80, amb la irrupció de Juan Luis Guerra, que assoleix projecció internacional. Durant els 90, el gènere ha arribat a una gran diversificació, tant a nivell temàtic com d'instrumentalització: s'ha enriquit amb influències del pop, del rock i d'alguns ritmes africans, i ha connectat amb el denominat rap llatí.
Antigament, es caracteritzava per un ritme veloç, es componia sobre un compàs de 2/4 i es ballava sobre un maluc. Actualment es compon en un 4/4 i es balla més lentament sobre dos malucs. Rítmicament, és similar a la marxa, amb tempos pràcticament idèntics a la marchinha brasilera, i la seua base harmònica és molt similar a la d'altres músiques tradicionals de les illes properes de Cuba i Puerto Rico.
Actualment, podem distingir tres modalitats de merengue: la tradicional, la metropolitana i la que sorgeix en combinar-se amb el son (merengue-son).
El 15 de juliol se celebra el Festival del Merengue.

## Intèrprets que conreen aquesta música de ball
- Alex Bueno.
- Bonny Cepeda.
- Calle Ciega.
- Elvis Crespo.
- Grupo Manía.
- Johnny Ventura.
- Juan Luis Guerra.
- Kinito Mendez.
- La Banda Gorda.
- La Makina.
- Los Hermanos Rosario.
- Los Sabrosos del Merengue.
- Los Toros Band.
- Melina Léon.
- Milly Quezada.
- Olga Tañon.
- Oro Solido.
- Sergio Vargas.
- Wilfrido Vargas.
- Luis Días.